# Paulinho Camafeu
Paulinho Camafeu (Salvador, 1948 - Salvador, 29 de novembro de 2021) foi um músico e compositor brasileiro, um dos criadores da axé music. 
Viveu o meio musical soteropolitano em suas mais variadas manifestações, de escolas-de-samba aos blocos de índio, foi compositor do Apaches do Tororó.

## Biografia
Seu pai era comerciante no Mercado Modelo, onde também laborava seu padrinho Camafeu de Oxóssi, de onde lhe adveio o apelido, originalmente Paulinho de Camafeu.
Desde cedo envolvido com o meio musical de Salvador, participou ali como ritmista da escola de samba Ritmistas do Samba e compositor do Apaches do Tororó; teve sua primeira canção “P de Papa” gravada em 1973 e, em 1975, sua canção “Mundo Negro” (aka "Que Bloco é Esse?") para o bloco Ilê Aiyê revolucionou o carnaval baiano ao iniciar a chamada "reafricanização" dos festejos; esta canção viria em 1977 a ser gravada por Gilberto Gil em seu disco "Refavela" e em 1978 no disco do próprio Ilê.
Ficou amigo de Janis Joplin e Mick Jagger, durante as visitas desses artistas a Salvador na década de 1970. Gravou seu primeiro disco, “Mãe Natureza”, em 1987, pelo Estúdio WR; finalmente, compôs junto a Luiz Caldas a música "Fricote", que deu início à chamada Axé Music.
O mote para a letra de Fricote, que originou a Axé Music, teria surgido, segundo Goli Guerreiro, quando Camafeu passeava no Pelourinho com a cantora Sarajane, na época ainda adolescente, quando ouviram dois rapazes a mexer com uma moça que passava: "Pega ela aí", disse um ao que o outro perguntou: "Pra quê?", tendo por resposta: "Pra passar batom".
Vítima de diabetes, teve de amputar uma perna por conta da doença.
Ele faleceu em 29 de novembro de 2021, em Salvador, após onze dias internado em decorrência de problemas cardíacos.